# Hubert Kostka
Hubert Jerzy Kostka (* 27. května 1940, Ratiboř) je bývalý polský fotbalový brankář.

## Fotbalová kariéra
Chytal v polské nejvyšší soutěži za Górnik Zabrze. Nastoupil v 219 ligových utkáních. S Górnikem Zabrze získal sedmkrát mistrovský titul a šestkrát vyhrál pohár. V Poháru mistrů evropských zemí nastoupil v 20 utkáních a v Poháru vítězů pohárů nastoupil ve 12 utkáních. Za polskou reprezentaci nastoupil v letech 1962-1972 ve 32 utkáních.
V roce 1972 byl členem vítězného polského týmu na olympiádě 1972, nastoupil ve všech 7 utkáních.

## Ligová bilance
| Ročník              | Zápasy | Góly | Klub          |
| ------------------- | ------ | ---- | ------------- |
| Ekstraklasa 1960    | -      | -    | Górnik Zabrze |
| Ekstraklasa 1961    | 26     | 0    | Górnik Zabrze |
| Ekstraklasa 1962    | 12     | 0    | Górnik Zabrze |
| Ekstraklasa 1962/63 | 26     | 0    | Górnik Zabrze |
| Ekstraklasa 1963/64 | 23     | 0    | Górnik Zabrze |
| Ekstraklasa 1964/65 | 16     | 0    | Górnik Zabrze |
| Ekstraklasa 1965/66 | 6      | 0    | Górnik Zabrze |
| Ekstraklasa 1966/67 | 20     | 0    | Górnik Zabrze |
| Ekstraklasa 1967/68 | 24     | 0    | Górnik Zabrze |
| Ekstraklasa 1968/69 | 9      | 0    | Górnik Zabrze |
| Ekstraklasa 1969/70 | 12     | 0    | Górnik Zabrze |
| Ekstraklasa 1970/71 | 9      | 0    | Górnik Zabrze |
| Ekstraklasa 1971/72 | 20     | 0    | Górnik Zabrze |
| Ekstraklasa 1972/73 | 12     | 0    | Górnik Zabrze |
| Ekstraklasa 1973/74 | 4      | 0    | Górnik Zabrze |
| CELKEM Ekstraklasa  | 219    | 0    |               |

## Trenérská kariéra
Jako hlavní trenér vedl Górnik Zabrze, Szombierki Bytom, ve Švýcarsku FC Grenchen a FC Aarau a dále Petrochemii Płock a Lechii Gdańsk.